# 寺澤辰麿
寺澤辰麿（1947年2月25日—）是，日本財務官僚。

## 經歷
島根縣出身。1965年3月，鳥取縣立鳥取西高等學校畢業。1971年6月，東京大學法學部畢業。同年7月，大藏省入省（銀行局銀行課分配）。1972年8月，大阪國稅局調查部。1978年7月，銀行局中小金融課長補佐。1986年6月，竹下大藏大臣秘書官事務取扱。同年7月，宮澤大藏大臣秘書官事務取扱。1988年12月9日，竹下大藏大臣（總理兼職）秘書官事務取扱。1996年，名古屋國稅局長。1997年，主計局次長（次席）。1999年7月，主計局次長（筆頭）。2000年6月，關稅局長。2001年7月，理財局長。2003年7月8日，國稅廳長官。2004年7月，辞職。
2011年6月，橫濱銀行頭取。2015年6月，地銀協會會長。2016年6月，卸任。橫濱銀行特別顧問。